# Saint-Germain-la-Ville
Saint-Germain-la-Ville è un comune francese di 595 abitanti situato nel dipartimento della Marna nella regione del Grand Est.

## Società

### Evoluzione demografica
Abitanti censiti